# Philippe de Ferrare
Philippe de Ferrare ou Filippo da Ferrara est un frère dominicain italien, né vers 1285 et mort vers 1355, auteur d'un célèbre manuel de conversation à l'usage des Dominicains.

## Biographie
Peu de choses certaines sont connues de l'histoire de sa vie, ainsi qu'en témoigne l'Encyclopédie Treccani qui en est la principale source ; peu d'informations se trouvent dans les documents de l'Ordre Dominicain.
Philippe de Ferrare a fréquenté plusieurs couvents italiens (Faenza, Venise, Bologne, Ferrare) et l'on suppose qu'il a vécu soixante-neuf ans.
Il est l'auteur vers 1330 d'un des premiers commentaires italiens du Traité dit Summule logicales de Pietro Ispano,.
Il est surtout connu pour son Liber de introductione loquendi, qui se présente sous la forme assez singulière d'un manuel à l'attention des frères de l'ordre dominicain en vue de leur apprendre à parler dans les différentes circonstances de leur vie apostolique et quotidienne.